# Lê Lợi, Quy Nhơn
Lê Lợi là một phường thuộc thành phố Quy Nhơn, tỉnh Bình Định, Việt Nam.
Phường Lê Lợi có diện tích 0,57 km², dân số năm 1999 là 13.155 người, mật độ dân số đạt 23.079 người/km².

## Hành chính
Phường Lê Lợi được chia thành 9 khu vực: 1, 2, 3, 4, 5, 6, 7, 8, 9.